# Ivan Lakićević
Ivan "Mogli" Lakićević (sinh ngày 27 tháng 7 năm 1993) là một cầu thủ bóng đá người Serbia hiện đang thi đấu cho câu lạc bộ Reggina ở vị trí hậu vệ phải.

## Sự nghiệp câu lạc bộ
Anh thi đấu cho đội trẻ Sao Đỏ Beograd. Anh từng là thành viên của Donji Srem từ 2011 đến 2015. Vào tháng 6 năm 2015, Lakićević gia nhập Vojvodina.

## Cuộc sống cá nhân
Anh còn gọi là "Mogli" (Mowgli) theo tên một nhân vật trong The Jungle Book. Anh hâm mộ R'n'R và nhạc heavy metal.